# 貴昆線
貴昆線（きこんせん）は中華人民共和国の鉄道路線。貴州省貴陽市と雲南省昆明市を連絡する。
1958年に昆明駅から沾益まで戦時中に開通していた昆沾線をメーターゲージから標準軌に改軌する工事からはじめ、沾益までは1959年に完成、残りも1966年3月に完成した。
1990年7月全線電化工事画完了した。世界銀行から2億ドル程度融資を受けて複線化の工事がされた。
2006年12月31日：滬杭線、浙贛線、湘黔線と合併して滬昆線となった。
2008年2月には格以頭駅で入換作業を行っていた貨物列車が宣威駅方面に暴走し脱線横転、民家を圧壊する事故が発生し住民が被害にあった。